# Tangxi (köpinghuvudort i Kina, Zhejiang Sheng, lat 29,05, long 119,40)
Tangxi (kinesiska: 汤溪镇) är en köpinghuvudort i Kina. Den ligger i provinsen Zhejiang, i den östra delen av landet, omkring 150 kilometer sydväst om provinshuvudstaden Hangzhou. Antalet invånare är 38 435. Befolkningen består av 18 772 kvinnor och 19 663 män. Barn under 15 år utgör 1,0 %, vuxna 15-64 år 73 %, och äldre över 65 år 11,0 %.
Runt Tangxi är det ganska tätbefolkat, med 144 invånare per kvadratkilometer. Närmaste större samhälle är Lanxi, 19,5 km norr om Tangxi. Trakten runt Tangxi består till största delen av jordbruksmark.
Genomsnittlig årsnederbörd är 2 198 millimeter. Den regnigaste månaden är juni, med i genomsnitt 453 mm nederbörd, och den torraste är oktober, med 69 mm nederbörd.